# 오크섬 수수께끼

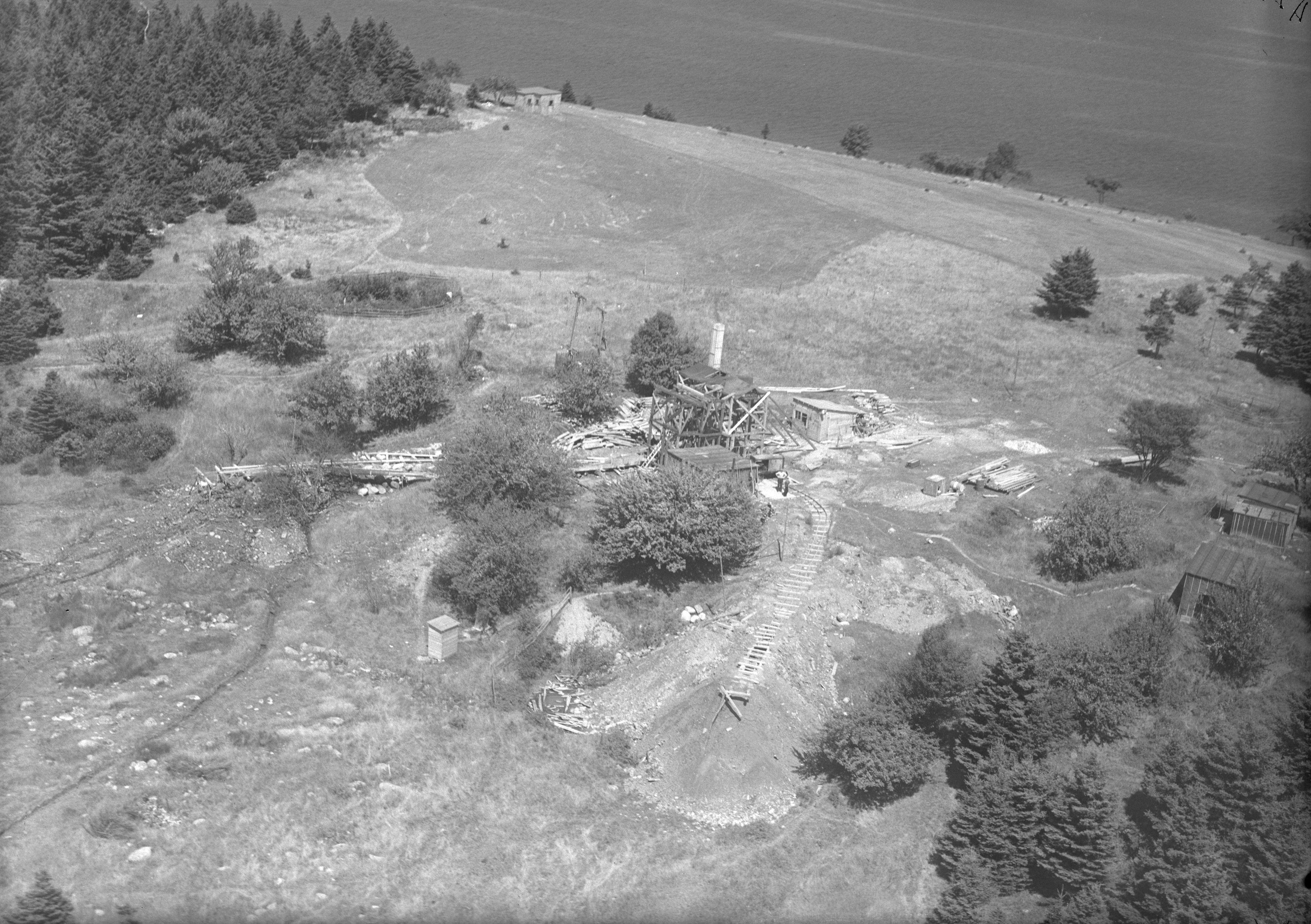
구멍과 건물의 1931년 8월 항공 사진.

오크섬 수수께끼(Oak Island mystery)는 캐나다 노바스코샤주의 오크섬에 있는 지하 약 54m 깊이의 구멍이다. 처음에 돌이 덮여 있고, 밑에 3개의 오크 플래트홈이 있으며, 3번째 오크 플래트홈 밑에는 공기밀폐장치로 퍼티로 봉인된 오크 플래트홈이 있다.
그리고 그 밑에 다시 오크 플래트홈이 있으며, 그 밑에는 퍼티와 야자 섬유로 봉인된 오크 플래트홈이 있다. 그 밑에 다시 오크 플래트홈이 있고, 그 밑에 야자 섬유로 봉인된 오크 플래트홈이 있다. 그 밑에 (지하 30m) 암호돌이 발견되었으며, 암호돌이 있는 바닥에 퍼티로 봉인된 오크 플래트홈이 있다. 그 밑에는 금고가 있다고 전해진다.
1795년, 맥기니스가 처음 발견한 이후에 1804년 시미언 린즈가 처음으로 보물탐사대를 조직하여 보물을 찾으려고 하였으나, 바닷물이 올라오는 바람에 실패하였다.

## 린즈탐사대의 탐사
린즈탐사대는 1804년에 시미언 린즈가 조직하였으며, 오크섬의 머니피트를 파들어갔다. 8개의 오크 플래트홈을 뚫고 지하 30m까지 들어갔다. 그 중 3개는 야자 섬유나 퍼티로 봉인되어 있었다. 3개 모두 공기밀폐장치였다. 지하 30m 깊이에서 암호돌이 발견되었고, 그리고 다시 2.5 m 더 파고들어가니 딱딱한 것이 부딪혔다. 린즈는 그것이 보물상자임에 틀림없다고 좋아했다.
이튿날, 린즈는 갱 속에 깊이 20m의 물이 고여 있는 것을 발견하고는 몹시 약이 올라 급조한 양동이와 펌프로 계속 퍼냈으나 수위가 줄어들지 않았다. 그것은 일종의 함정으로, 떡갈나무 덮개가 배수로로 연결되어 있어서 이것을 치우면 분당 약 2200리터 정도의 대서양의 바닷물이 올라오는 것으로 알려졌다. 1805년에 다시 린즈 일행은 이번에는 수직갱을 파내려갔다. 그리고 지하 33m쯤에서 '보물'을 향하여 옆으로 갔으나, 갑자기 물이 차올라와서 도망을 쳐야 했다. 결국 린즈는 무일푼이 되어 버렸다.
1909년에는 미국 제32대 대통령인 프랭클린 델러노 루스벨트도 보물 탐사를 시도했지만 실패했다.